# Římskokatolická farnost Žešov
Římskokatolická farnost Žešov je územní společenství římských katolíků na území Žešova, části města Prostějov v prostějovském děkanátu.

## Historie
Poprvé je Žešov zmíněn v olomouckých Zemských deskách roku 1348. O rok později připadla část Žešova klášteru sv. Kateřiny v Olomouci, který se o něj dělil s plumlovským panstvím. Rozdělení platilo ještě v 30. letech 19. století, kdy část patřila kožušanskému statku, druhá plumlovskému panství a zbytek metropolitní kapitule.
Původně Žešov patřil do farnosti Určice a dlouho se zde nenacházela žádná církevní stavba. Roku 1585 nařídil kanovník Václav Chyba z Kovačova, aby obyvatelé Žešova chodili k velikonoční zpovědi do Určic a tam také odevzdávali desátky. O vznik samostatné farnosti se zasloužili hlavně dva rodáci, kněží Ječmínkové. Zejména šumperský děkan Alois Ječmínek.
Stavba farního kostela sv. Cyrila a Metoděje probíhala v letech 1877–1884. Fara byla postavena roku 1912 a téhož roku založil první farář Václav Švec pamětní knihu farnosti. Matriky se vedly již od roku 1788 určickými kněžími.
Od 1. 1. 1946 do svého skonu byl v Žešově farářem P.  Ferdinand Jarolímek (21.5. 1878 v Malenovicích - 9. 9. 1953 v Žešově), vysvěcen 1902. Významně organizačně technicky se zasloužil o záležitosti poválečného stavebního, provozního a pastoračního chodu kostela i fary. Byla zavedena nová a opravena stará elektroinstalace, natřeny věžní hodiny, opraveny a naladěny varhany včetně zavedení elektrického pohonu jejich dmýchání. Kostel i fara byly kompletně vymalovány. V červenci 1948 slavnostně posvětil dva nové zvony.

## Duchovní správci
Od července 2018 je administrátorem P. Mgr. Adam Kazimierz Cynarski SDS.

## Bohoslužby
| Kostel                    | Místo | Bohoslužba (den) | Hodina      | Poznámka     |
| ------------------------- | ----- | ---------------- | ----------- | ------------ |
| svatého Cyrila a Metoděje | Žešov | neděle pátek     | 11.15 16.30 | Farní kostel |